# Smiths polder
De Smiths polder is een voormalig waterschap in de provincie Groningen.
Het waterschap, dat bij Veendam lag, is opgericht op verzoek van G.B. Smith c.s. en had als voornaamste taak het verzorgen van de waterbeheersing. Waterstaatkundig gezien ligt het gebied sinds 2000 binnen dat van het waterschap Hunze en Aa's.

## Naam
Het schap, dat naar de oprichter is genoemd, moet niet worden verward met de Smitspolder bij Delfzijl.